# Соколовский, Владимир Эдуардович
Владимир Эдуардович Соколовский (13 сентября 1930 ― 2004) ― советский и белорусский учёный, архитектор, кандидат технических наук, заслуженный архитектор Белорусской ССР (1979), лауреат премии Совета Министров СССР.

## Биография
Владимир Эдуардович Соколовский родился 13 сентября 1930 года в Минске. В годы Великой Отечественной войны, вместе с братом Кимом он оказался в детском приюте, который был создан немцами. Осенью 1941 года мальчишки искали себе кров и пропитание, занимались бродяжничеством. Дети были связаны с партизанами и подпольщиками, оказывали им помощь в сборе информации о противнике, распространяли листовки, искали и подбирали оружие, патроны, боеприпасы. Чуть позже были отправлены в Германию. После освобождения вернулись обратно в Белоруссию.
После окончания войны стал обучаться в Белорусском политехническом институте, который успешно окончил в 1958 году. Стал работать в проектных институтах «Белгоспроект», «БелНИИгипросельстрой». С 1965 года, параллельно проектной работе, начал преподавать на архитектурном факультете Белорусского политехнического института. С 1972 по 1993 годы трудился в должности директора «БелНИИгипросельстрой». С 1992 по 2000 годы работал в должности главного эксперта Главэкспертизы Министерства архитектуры и строительства Республики Белоруссия.
Являлся директором и членом проектов развития, экспериментальные демонстрационные деревни в Белоруссии. К наиболее важным работам относятся: проект детальной планировки и застройки Солигорска (1959—1960), проекты детальной планировки зоны отдыха на Заславском водохранилище в районе Минска и озера Нарочь в Мядельском районе (1959—1960), дом отдыха на берегу озера Нарочь (1959—1961), здание «БелНИИгипросельстрой» и здание лаборатории (1969) в Минске, дизайн и строительство поселка Малеч в Березовском районе (1969—1981).
Проживал в городе Минске. Умер в 2004 году.

## Научная деятельность
Являлся руководителем научной программы: «Реконструкция архитектуры белорусского села».
Его авторству принадлежат следующие труды:
- «Новые формы организации сельскохозяйственного производства и их влияние на развитие села» в соавторстве с А. Киреевым (1974).
- «Проектирование и строительство промышленных комплексов» в соавторстве с И. Малковым (1975).
- «Архитектура новой белорусской деревни», соавтор — Р. Алимов (1979).
- Сельский индивидуальный дом: (Справочное пособие). 2-е изд. Мн., 1990 (совместно с Р. М. Алимовым, С. И. Осиповым).
- Детский дом в тылу врага / К. Е. Соколовский , В. Е. Соколовский. — Минск, 2008.

## Награды
Заслуги отмечены медалями и званиями:
- Премия Совета Министров СССР,
- Заслуженный архитектор Белорусской ССР (1979).